# SUSE Linux Enterprise
SUSE Linux Enterprise (SLE) és un sistema operatiu basat en Linux desenvolupat per SUSE. Està disponible en dues edicions, amb el sufix Server (SLES) per a servidors i mainframes, i Desktop (SLED) per a estacions de treball i ordinadors d'escriptori.Les seves versions principals es publiquen amb un interval de 3-4 anys, mentre que les versions menors (anomenades "Service Packs") es publiquen aproximadament cada 12 mesos. Els productes SUSE Linux Enterprise reben proves més intenses que el producte de la comunitat openSUSE amunt, amb la intenció que només les versions madures i estables dels components inclosos arribin al producte empresarial llançat. Es desenvolupa a partir d'una base de codi comú amb altres productes SUSE Linux Enterprise.

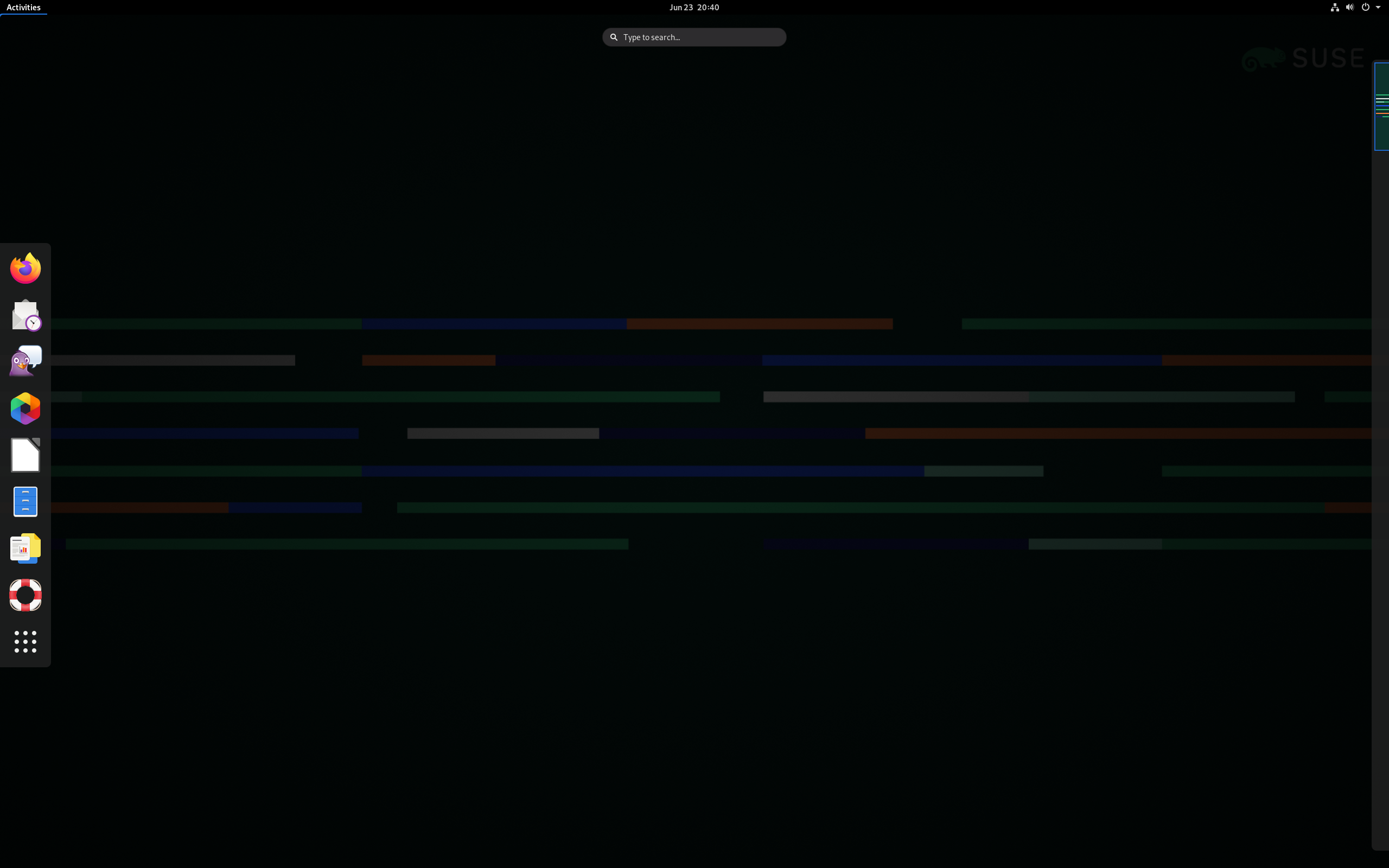
SUSE Linux Enterprise Desktop 15 SP3

Watson d'IBM es va construir sobre els sistemes POWER7 d'IBM mitjançant SLES. El Frontier de Hewlett Packard Enterprise, el primer i més ràpid superordinador exaescala del món s'executa amb SLES 15 de SUSE (HPE Cray OS).

## Servidor SUSE Linux Enterprise
SLES va ser desenvolupat basant-se en SUSE Linux per un petit equip liderat per Marcus Kraft i Bernhard Kaindl com a desenvolupador principal que van comptar amb el suport de Joachim "Jos" Schröder. Va ser llançat per primera vegada el 31 d'octubre de 2000 com a versió per a màquines mainframe IBM S/390. El desembre de 2000 es va fer públic el primer client empresarial (Telia). L'abril de 2001 es va llançar el primer SLES per a x86.
Des d'una perspectiva empresarial, SLES no és només una oferta tècnica, sinó que també ha enredat una oferta comercial (serveis i suport). El model de negoci inicial es va inspirar en els càrrecs recurrents establerts en el món dels mainframe en aquest moment, i va ser innovat per Jürgen Geck i Malcom Yates. A partir de les necessitats i comentaris dels clients, així com d'altres ofertes en evolució basades en Linux, el model de negoci ha estat reelaborat per diferents persones en els anys posteriors fins avui.

## SUSE Linux Enterprise Desktop
SUSE Linux Enterprise Desktop (SLED), introduït com a Novell Linux Desktop (NLD), dirigit al mercat empresarial, es desenvolupa a partir d'una base de codi comú amb SUSE Linux Enterprise Server (SLES) i altres productes SUSE Linux Enterprise (SLE). SLED inclou el GNOME Shell, LibreOffice, Evolution i molts altres paquets de codi obert populars com Dia, TigerVNC i lftp. Igual que SLES, SLED es basa en openSUSE Tumbleweed i comparteix una base de codi comú amb openSUSE Leap.
SLED des de la versió 12 ha inclòs una versió modificada del GNOME Classic Shell per incloure un disseny amb un panell a la part inferior de la pantalla, menús d'aplicacions tradicionals i icones d'escriptori per als usuaris d'escriptori tradicionals. També inclou LibreOffice, Mozilla Firefox i Evolution juntament amb moltes utilitats estàndard del GNOME, com ara els documents del GNOME i els fitxers del GNOME. A més, el Centre de control de YaST permet als usuaris finals fer canvis avançats al sistema des de la línia d'ordres.
HP ofereix ordinadors portàtils empresarials amb SLED 11 preinstal·lat, tant amb la seva pròpia marca com amb la marca Compaq.